# Joachim Wattendorff
Joachim Wattendorff (* 30. Oktober 1928 in Münster; † 7. April 2008 in Freiburg im Üechtland) war ein deutscher Biologe.

## Leben
Joachim Wattendorff studierte an der Technischen Hochschule Stuttgart, der Westfälischen Wilhelms-Universität Münster und der Universität Graz. 1957 wurde er an der Universität Münster bei Siegfried Strugger mit der Arbeit Über die Einwirkung von Chromatlösungen auf die Pflanzenzelle promoviert. Er beschäftigte sich anschließend mit dem Gebiet der Geobotanik; ab 1962 war er Wissenschaftlicher Mitarbeiter am Botanischen Institut der schweizerischen Universität Freiburg. 1965 wurde er Lehrbeauftragter, 1968 habilitierte er in Freiburg im Üechtland. Nach einer Privatdozentur wurde er 1969 Assistenzprofessor an der Universität Freiburg und kurz darauf außerordentlicher Professor am Institut für Botanische Biologie und Phytochemie der Universität. 1996 wurde er emeritiert.
Seine Hauptforschungsgebiete waren die Zellphysiologie und Strahlenbiologie. Er hat zahlreiche wissenschaftliche Aufsätze und Arbeiten veröffentlicht.

## Schriften
- Die Pflanzengesellschaften eines kleineren Gebietes des unteren Lippetales unter Berücksichtigung der Grundwasserverhältnisse, 1959
- Über Hartholz-Auenwälder im nordwestlichen Münsterland (Kreis Steinfurt/Westfalen), 1964
- Feinbau und Entwicklung der verkorkten Calciumoxalat-Kristallzellen
- Feinbau und Entwicklung der Calciumoxalat-Kristallzellen
- The Formation of Cork Cells in the Periderm of Acacia Senegal
- Optischer Turgeszenznachweis bei Allium-Epidermiszellen
- Prüfung auf perjodatreaktive Feinstrukturen in den suberinisierten Kristallzell-Wänden der Rinde von Larix und Picea
- Optischer Turgeszenznachweis bei Allium-Epidermiszellen
- Pflanzliche Calciumoxalatkristalle im Lichtmikroskop